# Psylla yakouensis
Psylla yakouensis är en insektsart som beskrevs av Yang 1984. Psylla yakouensis ingår i släktet Psylla och familjen rundbladloppor. Inga underarter finns listade i Catalogue of Life.